# 马发祥
马发祥（1953年6月—2014年11月13日），陕西省大荔县人。原中国人民解放军海军副政委，原中国人民解放军海军中将。

## 生平
曾任海军政治部秘书长。2004年7月任海军装备研究院政委，2005年7月晋升海军少将军衔。2008年7月任驻葫芦岛市的海军试验训练基地（92493部队）政委。2011年6月任海军政治部主任，2012年晋升海军中将军衔。2013年7月，出任海军副政委。他是中共十七大代表。
根据《解放军报》报道，2014年10月22日，完成了亚丁湾护航、马来西亚航空MH370班机失联救援、友好访问任务的中国海军第十七批护航编队长春舰、常州舰回到浙江舟山某军港，中央军委委员、海军司令员吴胜利、海军副政委马发祥等来到码头迎接。

## 自杀
2014年11月13日，马发祥在北京海军大院东区100号楼15层跳楼自杀身亡。有媒体报道自杀原因可能是抑郁症。据传马发祥在跳楼身亡前已被中央军委纪委通知约谈，主要是调查马的“违纪”问题，核实澄清一些问题，重点是马和徐才厚之间的政治关系以及马是否对徐行贿买官，尤其是否卷入徐才厚协助薄熙来谋反。但海军总部和中央军委纪委都没有料到，马发祥居然会跳楼自杀。12月1日，其遗体在北京市八宝山革命公墓火化。12月2日，海軍黨委機關報《人民海軍》第一版發佈了海軍副政委馬發祥中將於11月13日因病不幸逝世，享年61岁，中央軍委委員兼海軍司令員吳勝利上將等海軍領導12月1日在八寶山革命公墓東禮堂出席遺體告別儀式的消息。文中称马发祥为“中國共產黨優秀黨員，海軍優秀政治指揮員”。